# This Is the New Shit
«This is the New Shit» es el segundo sencillo del quinto álbum de estudio de Marilyn Manson titulado The Golden Age of Grotesque que se lanzó el año 2003. Fue producido por Tim Skold y Marilyn Manson, y figura también en la banda sonora de The Matrix Reloaded. La versión del Vídeo tuvo que ser censurada por ser una canción cuyo título contiene la palabra «shit», por esto el nombre de la canción fue cambiada a This is The New *Hit. En Estados Unidos tuvo menor éxito que su antecesora, mOBSCENE

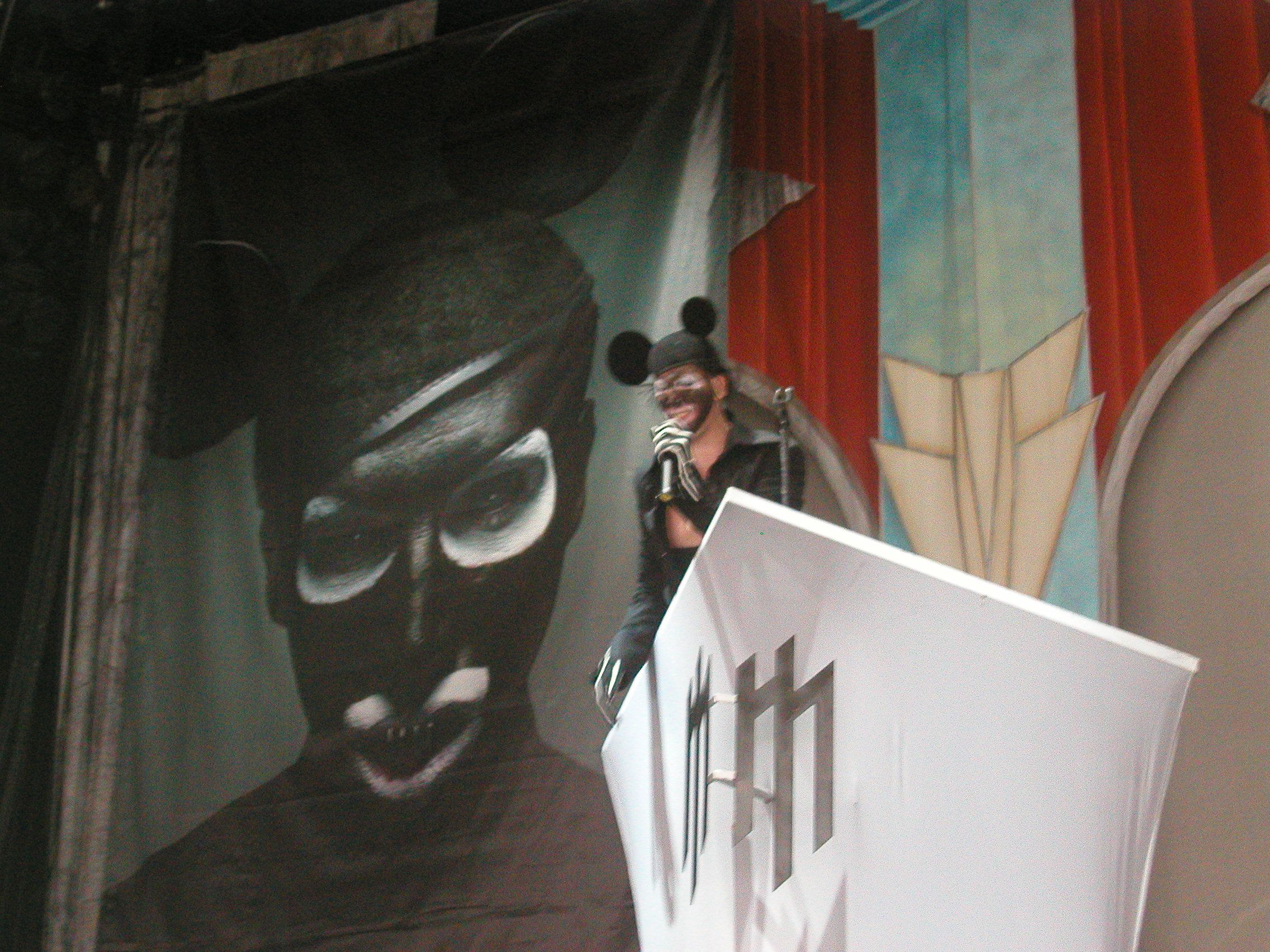
Marilyn Manson en el concierto del Ozzfest en 2003.

## Vídeoclip
El vídeo fue dirigido por Manson y The Cronenweths; éste es el segundo videoclip en vivo del grupo luego de Disposable Teens (2000) y fue filmado durante la gira The Grotesk Burlesk por Europa. Consiste en diversas tomas de la banda preparándose para salir al escenario, rodeados de modelos, maquillaje y champaña, junto con la posterior presentación en vivo, en donde Manson finaliza su actuación vistiendo la máscara de Mickey Mouse, la que en realidad fue utilizada durante The Beautiful People en la gira, y que así mismo fue utilizada en fotos promocionales de The Golden Age of Grotesque en una colaboración artística con Gottfried Helnwein. El vídeo también incluye algunos efectos especiales, como la repetición de ciertas tomas en fast motion, la ampliación por computadora del público, haciéndolos ver como si fuesen cientos de miles de personas y ciertas tomas de Manson en altura, con un vitral de fondo.

## Lista de temas
1. «This Is The New Shit» (Álbum Versión)
2. «This Is The New Shit» (Marilyn Manson vs Goldfrapp)
3. «Baboon Rape Party»
4. «mOBSCENE» (Vídeo)

### Versión europea
1. «This Is The New Shit»
2. «Mind Of A Lunatic»
3. «mOBSCENE» - Hecho por Flint & Youth (Overnight Mix)

### Versión inglesa
1. «This Is The New Shit» (Álbum Versión)
2. «This Is The New Shit» (Marilyn Manson vs Goldfrapp)
3. «Baboon Rape Party»
4. «This is the New Shit» (Vídeo)

### Versión inglesa (Edición Especial con DVD)
1. «This is the New Shit» (Vídeo)
2. «This is the New Shit» (Álbum Versión)
3. «Mind of a Lunatic»
4. «Baboon Rape Party»

### Versión inglesa (Edición de Vinilo 10”)
1. «This is the New Shit»
2. «This is the New Shit» (Marilyn Manson vs Goldfrapp)

### Versión alemana y holandesa
1. «This is the New Shit»
2. «mOBSCENE» - Hecho por Flint & Youth (Overnight Mix)

### Versión coreana
1. «This Is The New Shit»
2. «mOBSCENE» Sauerkraut Remix
3. «mOBSCENE» - Reworked By Flint & Youth (Overnight Mix)
4. «Tainted Love» (Re-Tainted Interpretation)
5. «This Is The New Shit» (Marilyn Manson vs Goldfrapp)
6. «Baboon Rape Party»
7. «Paranoiac»
8. «mOBSCENE» (Vídeo)
9. «This is the New Shit» (Vídeo)
10. Making of mOBSCENE (Vídeo)

### Versión japonesa
1. «This Is The New Shit»
2. «mOBSCENE» Sauerkraut Remix
3. «mOBSCENE» - Reworked By Flint & Youth (Overnight Mix)
4. «Tainted Love» (Re-Tainted Interpretation)
5. «This Is The New Shit» (Marilyn Manson vs Goldfrapp)
6. «Mind of a Lunatic»
7. «mOBSCENE» (Vídeo)
8. «This is the New Shit» (Vídeo)
9. Making of mOBSCENE (Vídeo)

### Versión promocional
1. «This is the New Shit» (Radio Edit)
2. «This is the New Shit» (Álbum Versión)